# Тибау
Тибау (порт. Tibau) — муниципалитет в Бразилии, входит в штат Риу-Гранди-ду-Норти. Составная часть мезорегиона Запад штата Риу-Гранди-ду-Норти. Входит в экономико-статистический микрорегион Мосоро. Население составляет 4067 человек на 2006 год. Занимает площадь 162,402 км². Плотность населения — 25,0 чел./км².

## Статистика
- Валовой внутренний продукт на 2004 год составляет 31 130 000,00 реалов (данные: Бразильский институт географии и статистики).
- Валовой внутренний продукт на душу населения на 2004 год составляет 8190,00 реалов (данные: Бразильский институт географии и статистики).
- Индекс развития человеческого потенциала на 2000 год составляет 0,678 (данные: Программа развития ООН).